# Bobby Whitlock
Robert Stanley Whitlock, detto Bobby (Memphis, 18 marzo 1948 – Ozona, 10 agosto 2025), è stato un musicista e cantautore statunitense, principalmente noto per essere stato uno dei fondatori del «supergruppo» blues rock Derek and the Dominos, attivo fra il 1970 e il 1971.
È accreditato come autore o coautore di sei dei nove brani originali contenuti nell'album Layla and Other Assorted Love Songs, unica prova discografica in studio della formazione.
Morì nel 2025 dopo una breve malattia.

## Discografia

### Solista
- Bobby Whitlock (1972)
- Raw Velvet (1972)
- One of a Kind (1975)
- Rock Your Sox Off (1976)
- It's About Time (1999)
- Other Assorted Love Songs, Live from Whitney Chapel (2003) – dal vivo, con CoCo Carmel
- Lovers (2008) – con CoCo Carmel
- Lovers: The Master Demos (2009) – con CoCo Carmel
- Vintage (2009)
- My Time (2009)
- Metamorphosis (2010) – dal vivo, con CoCo Carmel
- Esoteric (2012) – con CoCo Carmel
- Carnival: Live in Austin (2013) – dal vivo, con CoCo Carmel
- Where There's a Will, There's a Way: The ABC-Dunhill Recordings (2013)